# Glacier des Glaciers
Le glacier des Glaciers est un glacier français situé sous l'aiguille des Glaciers. Avec le glacier d'Enclave et celui des Lanchettes, il est le seul glacier du massif du Mont-Blanc dans le département de la Savoie.

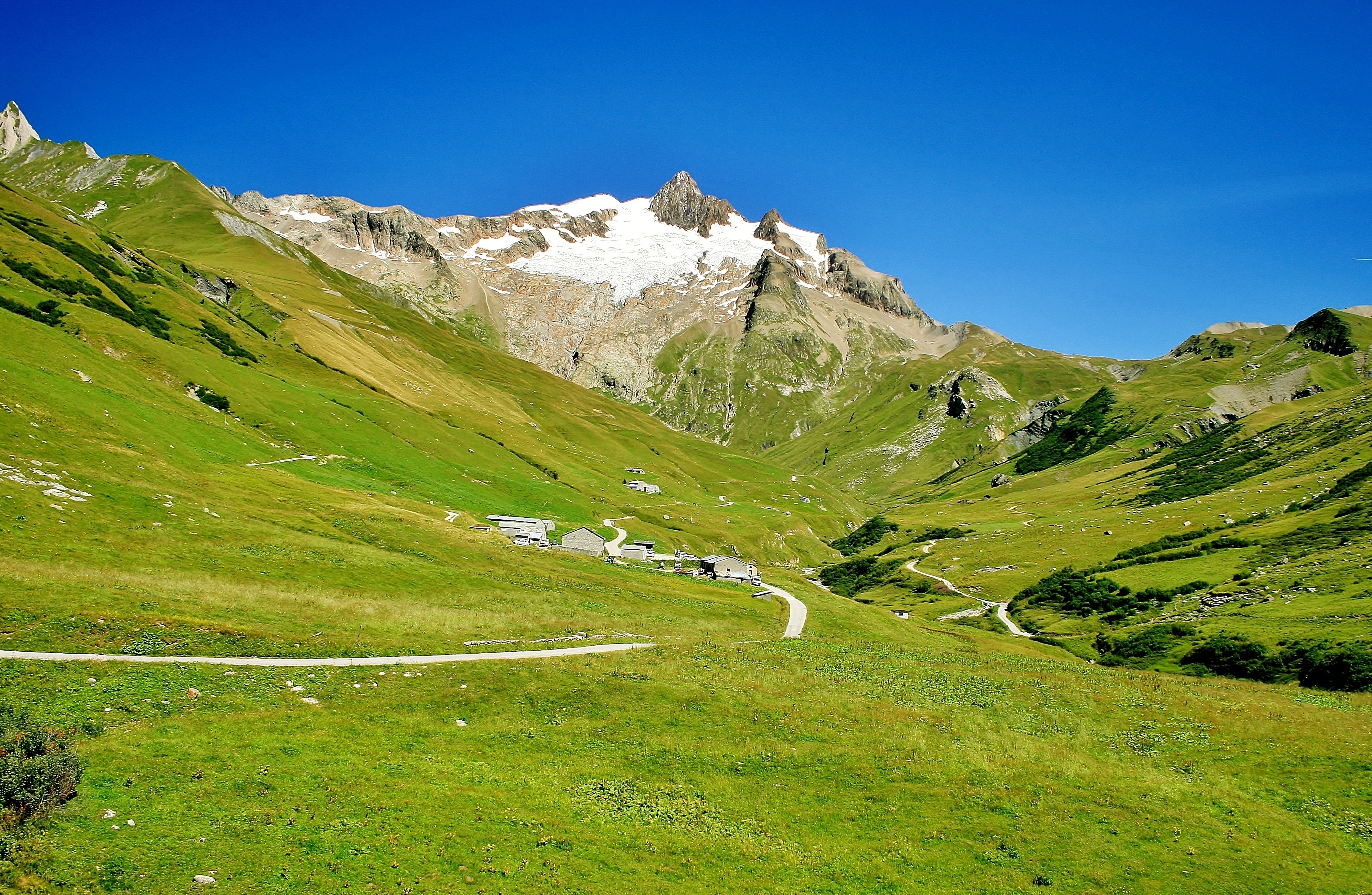
Le glacier des Glaciers au pied de l'aiguille du même nom, dominant la vallée et la Ville des Glaciers.